# Slobodan Jovanović
Slobodan Jovanović (cyr. Слободан Јовановић; ur. 3 grudnia 1869 w Nowym Sadzie, zm. 12 grudnia 1958 w Londynie) – serbski prawnik, historyk, dziennikarz, socjolog, polityk i krytyk literacki.

## Życiorys
Slobodan Jovanović urodził się w 1869 w Nowym Sadzie, należącym wówczas do Austro-Węgier, jako syn serbskiego polityka i filozofa politycznego Vladimira Jovanovicia. Otrzymał wykształcenie w Belgradzie, Monachium, Zurychu i Genewie, gdzie ukończył studia na kierunku prawa. W latach 1890–1892 uczęszczał na studia w Paryżu w zakresie prawa konstytucyjnego i nauk politycznych.
W 1893 rozpoczął pracę dla serbskiego Ministerstwa Spraw Zagranicznych. W tym samym roku został attaché politycznym w Stambule, gdzie piastował tę funkcję przez kilka lat. Wtedy rozpoczął pisanie swoich publikacji w zakresie krytyki literackiej.
W 1897 został zatrudniony przez Uniwersytet w Belgradzie na stanowisku profesora na wydziale prawa. W latach 1913–1914 i 1920–1921 był rektorem tej uczelni.
W 1905 dołączył do Królewskiej Serbskiej Akademii Nauk. W 1927 był korespondentem tej organizacji w Zagrzebiu. W latach 1928–1931 stał na czele tej organizacji.
Z uwagi na swoje prozachodnie poglądy, poparł zamach stanu generała Dušana Simovicia 27 marca 1941.
Po ataku III Rzeszy na Jugosławię uciekł, razem z królem Piotrem II, do Londynu przez Jerozolimę. Stanął na czele rządu Jugosławii na uchodźstwie.
Po wojnie występował przeciwko Josipowi Broz Tito. W 1946 został zaocznie skazany na 20 lat więzienia. Do końca życia mieszkał w Londynie.
W 1989 rozpoczęła się w Serbii rehabilitacja Jovanovićia, a dwa lata później publikacja jego dzieł.
Od 2003 jego postać znajduje się na banknocie 5000 dinarów. W tym samym roku jego popiersie stanęło na Wydziale Prawa Uniwersytetu w Belgradzie. Jego oficjalna rehabilitacja przez sąd okręgowy w Belgradzie nastąpiła 26 października 2007.